# Li Wei (photographe)
Pour les articles homonymes, voir Li Wei.
Li Wei, né le 5 septembre 1970 à Hubei (Chine), est un artiste contemporain chinois. Il vit et travaille à Pékin. 
L'un de ses thèmes favoris est la gravité et l'impression de lévitation. Il réalise des photographies en suspension, qui selon lui, expriment la liberté.
Il est connu mondialement et ses créations sont exposées partout dans le monde (New York, Paris, Berlin...).

## Expositions
En 2012, une exposition composée de 15 agrandissements géants de ses performances est présentée au Parc de la Villette à Paris.

### Catalogue
- Li Wei, textes de Larys Frogier, éditions Actes Sud / Parc de la Villette, 2012